# 岩城由隆
岩城 由隆（いわき よしたか）は、戦国時代の武将。岩城氏13代当主。陸奥国大館城主。

## 略歴
当初、父・岩城常隆から家督を譲られたのは兄・盛隆であったが、まもなく由隆が当主として活動するようになる。祖父・親隆や父と同様、由隆も父と共同統治の形態をとった。
永正の乱では2代古河公方・足利政氏方に属し、政氏の命を受けて政氏の子・高基方に属した下野宇都宮氏や下総結城氏と戦った。永正11年（1514年）、那須口の戦いでは、常陸国の佐竹義舜や下野国の那須資房と共に宇都宮忠綱を打ち破るも、同年8月16日の竹林の戦いでは、忠綱や結城政朝連合軍に大敗を喫している。
永正13年（1516年）6月、政氏の再度の命を受け義舜と共に下野に侵攻するも、縄釣の戦いで宇都宮成綱・忠綱父子に敗北している。白河結城氏と那須氏の争いが起きた際は、白河結城氏に与し那須氏と戦っている。永正17年（1520年）、白河結城氏と共に那須政資を攻めるが、宇都宮忠綱の援軍を得た政資の父・資房の軍に縄釣原で敗れた。
大永元年（1521年）、由隆は宇都宮忠綱や小田政治を誘い、那須資房の上川井城を攻めるが、資房が烏山城に退くと撤兵している。
由隆の足利高基及び那須氏への軍事行動はどちらもはかばかしい成果を治めず、古河公方家での高基派の勝利と下那須家主導の那須氏統一は、白河結城氏に代わって南奥の覇者の座を固めつつあった岩城氏の政治的な敗北を意味した。まもなく、それぞれの内訌を治めた陸奥の伊達氏の南下と常陸の佐竹氏の北上が岩城氏の地位を脅かすようになる。
この頃の岩城氏の家督継承については、不明な点も多く、大永年間後期から天文年間前期にかけて、成隆や重隆への家督相続があったと考えられているが、その時期もはっきりしてはいない。